# Wyschiwka
Die Wýschiwka (ukrainisch Вижівка; russisch Выжевка/Wyschewka) ist ein Fluss in der Ukraine, in der Oblast Wolyn. Sie ist ein rechter Nebenfluss des Prypjat, welcher zum Einzugsgebiet des Dnepr gehört.
Der Fluss hat eine Länge von 81 km und ein Einzugsgebiet von 1272 km². Das Gefälle des Flusses beträgt 0,53 m/km. Die Breite des Tales beträgt im Schnitt 4 km. Der Fluss ist von sumpfigen Auen umgeben, welche eine Tiefe von bis zu 800 m haben. Der Fluss ist 15–18 Meter breit und hat eine Tiefe von 1,7 Metern, an einzelnen Stellen ist er bis zu 3 Metern tief. Der Abfluss beträgt 2,57 m³/s bis maximal 128 m³/s, abhängig von der Jahreszeit.
Die Quelle der Wyschiwka befindet sich nordöstlich des Dorfes Ossereby (Осере́би) im Rajon Turijsk. Sie fließt nördlich und nordöstlich der Polesien-Niederungen. Östlich der Siedlung städtischen Typs Ratne (Ратне) fließt sie in den Prypjat. In seinem Lauf passiert sie die Siedlung städtischen Typs Stara Wyschiwka (Стара Вижівка).
Folgenden kleinere Gewässer münden in die Wyschiwka:
- linksseitig: Plyska (Плиска), Stopyrka (Стопирка), Staw (Став), Ossobyk (Особик)
- rechtsseitig: Kysiwka (Кизівка)